# Bataille de Vézeronce
Pour les articles homonymes, voir Vézéronce (homonymie).
La bataille de Vézeronce opposa les Francs de Clodomir aux Burgondes sous le règne du roi Godomar III. Elle eut lieu le 25 juin 524 près de Vézeronce dans l'Isère.

## Contexte et déroulement
Elle se déroule lors de la deuxième expédition de la guerre que les rois francs Clodomir, Childebert, Clotaire et Thierry avaient engagée contre le roi burgonde Sigismond leur cousin — les rois francs (hormis Thierry) sont en effet fils de Clotilde, une princesse burgonde qui n'est autre que la tante de Sigismond, lequel venait d'être tué, avec ses deux fils, sur l'ordre de Clodomir.
Ce même Clodomir veut alors s'emparer avec ses frères de ce qui reste du Royaume burgonde et se remet en campagne dès le printemps 524 avec ses troupes. Il s'avance sur Lyon, s'en empare sans combattre et cherche à contacter l'armée ennemie sous les ordres de Godomar III, frère de Sigismond, qui se replie vers les Alpes. 
Il la trouve aux environs du village actuel de Vézeronce, vaste zone de plaine. Lors de la bataille, les troupes franques du roi Clodomir prennent rapidement l'avantage et repoussent les troupes burgondes. Mais croyant rejoindre un parti de cavaliers francs, Clodomir se jette au milieu de guerriers adverses qui s'emparent de lui et le tuent. Sa tête est fichée bien haut sur une pique et présentée en trophée sanglant aux guerriers francs par leurs ennemis. 
Les écrits diffèrent sur l'issue de la bataille. Si l'on en croit Grégoire de Tours, proche des Francs, et à l'historiographie partisane, les Francs auraient gagné ; voyant leur chef décapité, ils auraient eu un regain d'énergie et remporté la bataille. Agathias, historien byzantin, attribue la victoire aux Burgondes ; enfin, Marius d'Avenches ne fait que signaler la bataille et la mort du roi Clodomir.   
Godomar resta maître du terrain et le royaume burgonde survécut encore dix ans avant de succomber définitivement sous les coups des rois Francs. Quelques années plus tard, les frères de Clodomir ayant assassiné deux de leurs neveux, se partagèrent le royaume de Clodomir.
Un casque a été retrouvé dans une sépulture princière, dans les marais des Rippes de Pillardin sur la commune de Vézeronce. Il se trouve actuellement au musée de l'Ancien Évêché de Grenoble. Une hache a également été découverte.
Une élévation de terre, et toute en longueur dans ce paysage de plaines est appelée « Mollard de Coyne ». La légende dit que ce serait la sépulture du roi. Il s’avère cependant que ce monticule est naturel.